# Kvangdzsong korjói király
Kvangdzsong (광종, 925–975. július 4.) más néven Vang Szo (왕소), Korjo negyedik királya, 26 évig uralkodott.

## Élete

### Fiatalkora
Kvangdzsong 925-ben született Korjo alapítójának, Thedzso királynak negyedik fiaként. Anyja a Cshungdzsu Ju klánból származó Sinmjongszunszong királyné.
Mivel három idősebb testvére volt, Mu, Te és Jo, Kvangdzsong messze állt a trón megszerzésétől, azonban Vang Te fiatalon meghalt, Vang Mu 945-ben meghalt miután három évig uralkodott, valamint Vang Jo is csak négy évig tudta birtokolni a trónt. Vang Jo halála előtt úgy döntött, hogy egyetlen fia, Gjongcshunvon herceg helyett a trónt Vang Szonak adja.
Kortárs politikus és költő, Cshö Szungno szerint Kvangdzsong „óvatos, megfontolt és szűkszavú volt, de merész, amikor meg kellett ragadni a lehetőségeket.” Tökéletes megjelenése és tulajdonságai voltak, kitüntetett szeretetet kapott apjától.
Hercegsége idején közreműködött Vang Jo, más néven Dzsongdzsong király trónra kerülésében és nagy szerepet játszott az ellentétes erők eltávolításában. Vang Jo trónra kerülésének két nagy ellenzője Vang Gju, valamint Pak Szul-hi. Vang Gju, aki segített Thedzso királynak Korjo megalapításában, miniszterelnöki rangig jutott, ezután egy puccsot szervezett a király ellen, hogy unokáját a trónra juttassa. Pak Szul-hi tábornok szintén nagy fenyegetést jelentett Dzsongdzsong koronázására.

### Uralkodása
Amikor 949. április 13-án Kvangdzsong 25 évesen trónra jutott, a királyság instabil volt. Hogy a három királyságot apja, Thedzso egyesítse, befolyásos családokkal szövetkezett házasságon keresztül. Ezen családok elégedettsége volt a legfontosabb a lázadások elkerülése végett. Kvangdzsong a királyi rang megerősítése miatt, egész uralkodása alatt egy abszolút monarchia létrehozására törekedett. Hogy elkerülje a nemesi családok erejének növekedését, úgy döntött, hogy a királyi családból választ házastársat. Első felesége, Demok a féltestvére volt, míg második felesége, Gjonghvagung idősebb testvérének leánya. 
Kvangdzsong megjutalmazta azokat, akik segítették Korjo fejlődését, valamint nagy energiákat fektetett a szomszédos országokkal való diplomácia fenntartásába. Uralkodásának hetedik évében reformokat hajtott végre a stabil királyi központú politikai rendszer fejlesztésére, valamint a gazdaság és a katonaság bővítésére.
Első reformja a rabszolgák felszabadítása volt 956-ban. A nemesi családoknak számtalan rabszolgája volt, nagyrészt háborús foglyok. Sokan voltak és nem a királynak fizették adóikat, hanem a klánnak, akiknek dolgoztak. Felszabadításukkal Kvangdzsong polgárrá tette őket, még több adófizetőt szerezve és ezzel gyengítve a nemesi családok erejét. A reformmal elnyerte a köznép támogatását.
957-ben Suang Csi követként érkezett Korjóba és az ő tanácsára Kvangdzsong beiktatta a nemzeti közszolgálati vizsgát azzal a céllal, hogy az erős klánok embereit felváltsák a civil tisztviselők. A vizsga a Tang Birodalom közszolgálati vizsgáján és a Konfuciánus klasszikusokon alapult. 960-ban a király különböző színű viseletet vezetett be a tisztviselők rangjainak megkülönböztetésére.
Kvangdzsong uralkodása alatt orvosi központok, más néven Debi-vonok jöttek létre Keszongban és Phenjanban, majd később más tartományokban is, amik ingyen gyógyszereket juttattak a szegényekhez. 
Kvangdzsong az egyház és az állam társulását akarta felhasználni a helyi főurak legyőzésére és a Heinsza templom apátját választotta a buddhizmus népszerűsítésére az emberek között. Szerzeteseket tartott tanácsadóként és templomokat építtetett. 962-ben építtette a Jongdzsusza templomot Cshongdzsuba, valamint 973-ban a Cshongpjongsza templomot Cshuncshon, Gangvonban.
Kvangdzsong Korjót önálló országgá nyilvánította, magát pedig királynak nevezte, kivonva ezzel Korjót a Kína felé irányuló adófizetési kötelezettség elől. Kinevezte Keszongot a királyi fővárosnak, Phenjant a nyugati fővárosnak és elnevezte a 949-től 951-ig tartó korszakot Kvangdoknak (Hangul: 광덕; Hanja: 光德; szó szerint: „ragyogó erény”) és a 960-tól 963-ig tartó korszakot Dzsunppungnak  (Hangul: 준풍; Hanja: 峻豊; szó szerint: „túlzott bőség”)
A reformokat rosszul fogadták a nemesek, kifejezetten azok, akik segítették Korjo létrejöttét. A nézeteltérés egy nemesi lázadáshoz vezetett, de a kísérlet meghiúsult.  Kvangdzsong, uralkodásának 11. évében tisztogatásba kezdett. Megölette ellenzőit, közte testvérét Vang Vont, akit árulással, valamint Hungva herceg és Gjongcshunvon herceg megmérgezésével gyanúsítottak. A tisztogatás végére Thedzso királynak Korjo egyesítését segítő 3200 alattvalójából 40 maradt életben.

### Halála
Késői éveiben megnőtt a buddhizmusra való támaszkodása. 968-ban egy rémálma után összehívott egy találkozót és betiltotta családjának legyilkolását. 971 decemberében földrengés rázta meg Korjót, amiért a nemesség és a köznép a királyt vádolta. Kvangdzsong tudta kezelni a szituációt, de 972 februárjában egy újabb földrengés következett be. Ebben az időben volt egy rémálma, aminek következtében augusztusban amnesztiát adott a raboknak.
Egy súlyos betegség során 975 júliusában halt meg, nem sokkal 50. születésnapja után. A „Hongdoszon-jolpjongsze szukhon-i hjoganghje deszong de-vang” (Hangul: 홍도선열평세숙헌의효강혜대성대왕; Hanja: 弘道宣烈平世肅憲懿孝康惠大成大王) posztumusz nevet kapta. Síremléke Honnung (Hangul: 헌릉; Hanja: 憲陵), Észak-Koreában, a Kepung megyében található a Szongak hegy északi oldalán.  
A trónon egyetlen fia Vang Ju követte, aki Korjo ötödik uralkodójává vált. Kvangdzsong reformpolitikai törekvéseit utódai nem tudták sikeresen folytatni. A rabszolgák emancipációjának törvényét visszavonta Szongdzsong, Korjo hatodik királya.

### Családja
- Apja: Thedzso korjói király (고려 태조; 877. január 31.–943. július 4.)
- Anyja: Sinmjongszunszong királyné (신명순성왕후; 900-951)
- Feleségei és gyermekei:

1. Demok királyné (대목왕후 황보씨), féltestvére
  1. Vang Dzsu (왕주, 955. november 9.–981. augusztus 13.), elsőszülött fia
  2. Hjohva herceg (효화태자), korán elhunyt
  3. Cshoncshudzson (천추전부인), elsőszülött lánya
  4. Bohvagung (보화궁부인), második lánya
  5. Mundok királyné (문덕왕후), harmadik lánya. Összeházasodott Szongdzsonggal, Korjo hatodik királyával.
2. Gjonghvagung hercegnő (경화궁부인)
3. Hjon a Kim klánból (현비 김씨)

## A kultúrában
- Kvangdzsongot Kim Szang-Dzsung játszotta 2002-ben a KBS TV csatorna The Dawn of the Empire című sorozatában.[13]
- Dzsang Hjuk játszotta 2015-ben az MBC TV csatorna A fény árnyékában (angol nyelven: Shine or Go Crazy) című dél-koreai sorozatában.[14]
- I Dzsungi játszotta 2016-ban az SBS TV csatorna Moon Lovers: Scarlet Heart Ryeo című sorozatában.[15]